# ذراع واحدة (رواية)
ذراع واحدة (باليابانية:片腕) مؤلفها ياسوناري كواباتا الحائز على جائزة نوبل للأدب 1968،نشرت عام 1964 ترجمها للعربية كامل يوسف حسين، وقد اعتبرت هذه القصة كمثال رئيسي لتيار الواقعية السحرية في الأدب الياباني .

## أحداث الرواية
تدور أحداث رواية ذراع واحدة لياسوناري كاواباتا حول رجل يستقبل ذراعًا مبتورة من امرأة شابة طلبت منه الاحتفاظ بها لليلة واحدة، في تجربة غرائبية تتجاوز الواقع. خلال تلك الليلة، يتفاعل الرجل مع الذراع كما لو كانت كائنًا حيًا، يتحدث إليها ويشعر بها، مما يفتح أمامه أبوابًا للتأمل في الوحدة، الفقد، والحنين. تتحول الذراع إلى رمز للانفصال عن الذات والآخر، وتكشف الرواية عن صراع داخلي بين الرغبة والذاكرة، في سردٍ يتسم بالرمزية والواقعية السحرية، ويعكس أسلوب كاواباتا التأملي في تصوير هشاشة الإنسان وعزلته

## شخصيات الرواية
الراوي (الرجل): شخصية غامضة تتلقى ذراعًا من امرأة ليحتفظ بها لليلة واحدة. يمثل الانعزال النفسي والتأمل في الجسد كرمز للحنين، ويخوض تجربة وجودية تتداخل فيها الرغبة مع الحزن والخيال.
المرأة: تمنح الرجل ذراعها اليمنى، وتغيب جسديًا عن الأحداث، لكنها تحضر بقوة من خلال الذراع، التي تصبح وسيلة للتواصل العاطفي والرمزي. تمثل الغموض الأنثوي، والانفصال بين الجسد والهوية.
الذراع نفسها: ليست مجرد عضو جسدي، بل تتحول إلى كيان مستقل يحمل ذكريات، مشاعر، وحتى صوتًا خاصًا. ترمز إلى الفقد، والرغبة، والانفصال عن الذات.

## اقتباسات من الرواية
"مددت لي ذراعها كما لو أنها تقدم لي قلبها، لا مجرد عضو مبتور." "في عتمة الغرفة، كانت الذراع تتنفس، كأنها لم تفقد الحياة بعد." "هل يمكن للذاكرة أن تسكن في طرف جسد؟ أم أن الحنين هو من يمنح الأشياء صوتًا؟"
"أعطتني ذراعها اليسرى، فقط الذراع، كما لو كانت تقدم لي قلبها." هذا الاقتباس يفتح الباب أمام التأويلات النفسية والرمزية، حيث تتحول الذراع إلى تجسيد للحميمية والانفصال في آنٍ واحد.
"الذراع كانت ناعمة، دافئة، كأنها لم تنفصل عن جسدها قط." يبرز هذا الوصف التوتر بين الواقع والخيال، ويعكس قدرة كواباتا على خلق جو غرائبي دون أن يفقد حسه الإنساني.

"في الظلام، لم أعد أميز بين الذراع ونفسي." تعبير عن الذوبان النفسي والاندماج مع الآخر، وهو أحد المواضيع المتكررة في أعمال كواباتا.

## أسلوب الرواية
يمتاز أسلوب رواية ذراع واحدة لياسوناري كاواباتا بالجمع بين الواقعية السحرية والتأملات النفسية، حيث يستخدم الكاتب لغة بسيطة ظاهريًا لكنها مشحونة بالرمزية والدلالات العميقة. يتسم السرد بالهدوء والانسيابية، ويعتمد على الوصف الدقيق للمشاعر والتفاصيل الحسية، مما يخلق جوًا غرائبيًا يلامس حدود الحلم. كما يوظف كاواباتا تقنيات سردية غير تقليدية، مثل الحوار الداخلي والتفاعل مع عناصر غير حية، ليعكس عزلة الإنسان وتوقه للتواصل. ويُعد هذا الأسلوب امتدادًا لنهجه الأدبي الذي يركز على الجماليات الدقيقة والهشاشة الوجودية في سياق ثقافي ياباني عميق.